# 애나 멀보이 텐
애나 멀보이 텐(Ana Mulvoy Ten, 1992년 5월 8일 ~ )은 잉글랜드의 배우이다.

## 출연 작품
- 셀라 앤 더 스페이드 (2019)
- 어센션 (2018)
- 책 속의 소녀 (2015)
- 아웃로 (2014)
- 하우스 오브 아누비스 시즌3 (2013)